# Бабій Георгій Арсенійович
Бабій Георгій Арсенійович ( нар. 3 лютого 1945, Гольма, Балтський район, Одеська область ) — християнський проповідник, пастор церкви, старший єпископ Об'єднаної церкви християн віри євангельської .
Георгій Бабій народився 3 лютого 1945 року в селі Гольма на Одещині у п'ятидесятницькій родині. Його батько Арсеній Бабій був членом помісної церкви християн євангельської віри, яка заснована Василем Павловим (заступником Івана Воронаєва)  .
У 1965 році Георгія Бабія було призвано до армії для проходження військової служби, де він відмовився брати до рук зброю та складати присягу. 9 листопада 1965 року Черняхівський військовий суд засудив його до 4 років позбавлення волі. Після набрання вироком законної сили його етапували до Калінінградської в'язниці, де він відбував покарання.  .
У 1970 році Бабій став членом Церкви християн віри євангельської в місті Кривий Ріг. Згодом він ніс служіння керівника молоді в помісній церкві. У цьому ж місті його висвятили на дияконське служіння. Служіння Георгія Бабія проходило в підпільних громадах незареєстрованих п'ятдесятників із так званого «Київського єпископату». У 1990 році єпископи Віктор Бєлих та Іван Левчук рукопоклали його на єпископське служіння.
1991 року, після смерті Івана Левчука, він стає керуючим єпископом незареєстрованих п'ятдесятників України. З 1992 року, після утворення Об'єднання церков християн віри євангельської (ОЦХВЄ), служить на різних посадах у братстві, викладає у Криворізькому біблійному коледжі (згодом — Криворізькому біблійному інституті). .
У 2011 році, після смерті Івана Федотова був обраний старшим єпископом ОЦХВЄ.